# Zale minereoides
Zale minereoides är en fjärilsart som beskrevs av Embrik Strand 1917. Zale minereoides ingår i släktet Zale och familjen nattflyn. Inga underarter finns listade i Catalogue of Life.